# Мандрыгин, Владимир Иванович
Владимир Иванович Мандрыгин (род. 25 сентября 1942-2003) — заместитель руководителя аппарата Комитета Государственной Думы Федерального Собрания РФ по экологии, государственный советник РФ 3 класса. Заслуженный врач Российской Федерации (1999).

## Биография
Родился 25 сентября 1942 году в селе Всежсвятка Белгородской области.
В 1971 году окончил Саратовский государственный медицинский университет, последующие два года проходил обучение в клинической ординатуре по нейрохирургии при кафедре нейрохирургии Саратовского мединститута, в 1973 году начал работать врачом-нейрохирургом в 1-й клинической больнице Саратова.
С 1985 по 1988 годы возглавлял нейрохирургическую службу Центрального госпиталя г. Мапуту в Мозамбике. Читал курс лекций по неврологии в университете им. Э.Мондлане.
В начале 90-х стал народным депутатом, членом Совета Республики Верховного Совета РФ, был заместителем председателя Комитета Верховного Совета по охране здоровья, социальному обеспечению и физической культуре, членом фракции «Родина». Выступал за совершенствование системы медицинской помощи: был против остаточного принципа выделения средств на здравоохранение, предлагал увеличить финансирование за счет средств предприятий через местные бюджеты. Уделял внимание проблемам обороноспособности страны, связывал ее с сокращением численности армии и переходом к формированию ее на профессиональной основе.
В 1995 году окончил Дипломатическую академию МИД России. Удостоен звания «заслуженный врач РФ». Является автором более 30 научных работ.